# أوموا
أوموا (بالإسبانية: Omoa)‏ هي مدينة وبلدية في إدارة كورتيس في هندوراس. تقع أوموا على خليج صغير يحمل نفس الاسم على بعد 18 كم غرب بورتو كورتيس على ساحل البحر الكاريبي.

## أعلام
- كارلوس ويل ميخيا